# UzAuto Motors
UzAuto Motors (до 2019 року GM Uzbekistan) — компанія з виробництва (раніше) і мережа з продажу легкових автомобілів і надмалих мікроавтобусів марки «Шевроле» в Узбекистані, з 2019 року повністю належить уряду Узбекистану.
Виробництво компанії діяло в місті Асака на створеному «з нуля», найбільшому в пострадянській Центральній Азії автозаводі проектною потужністю 250 тисяч одиниць на рік, де потім автомобілі стали вироблятися іншою компанією — СП GM Узбекистан, заснованою в 2008 році «Узавтосаноат» і американським концерном General Motors, Daewoo з яким поєдналися в альянсі після банкрутства 2002 року. Бренд і мережа продажів зберегли назву «УзДеу».
Компанія була заснована в 1992 році і почала виробництво на знову спорудженому автозаводі 19 липня 1996. У грудні 2008 року був випущений мільйонний автомобіль «УзДеу». Продукція компанії повністю задовольнила попит на автомобілі цих класів в Узбекистані і широко поширилася по експорту в сусідні країни СНД, у тому числі в Росію та в Україну.
За проектом автозавод повинен був вийти на проектну потужність в 2002 році. Однак, до теперішнього часу проектний рівень виробництва автомобілів не досягнутий. Наприклад, у 2006 році було вироблено близько 160 тисяч одиниць, в 2011 році — близько 175 тисяч. Однією з багатьох причин стало банкрутство південнокорейського партнера. Також виявилися значні економічні прорахунки за обсягами реалізації продукції заводу, що стало наслідком низької купівельної спроможності населення — обсяги внутрішнього попиту в країні не досягли запланованого рівня. При цьому експорт в сусідні країни СНД впав, зважаючи на конкурентноспроможний масовий імпорт, і на створення в Росії та в Україні нових автоскладальних заводів, у тому числі тієї ж Daewoo з тими ж моделями. 
Раніше він частково належав General Motors, а в 2019 році був придбаний урядом Узбекистану та перейменований на «UzAuto Motors». 

## Історія

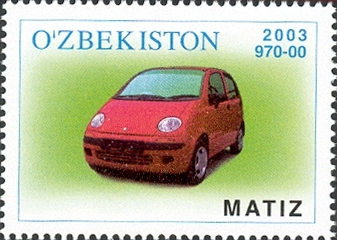
Поштова марка Узбекистану 2003 року з Daewoo Matiz

У 1994 році результатом утворення спільного узбецько-корейського підприємства Uz-Daewoo Auto Ко стало будівництво автомобільного заводу в Узбекистані. Засновниками СП Uz-Daewoo Auto Ко виступили асоціація «Узавтосаноат» і корпорація Daewoo.
Вже в липні 1996 року в Асаці відбулася церемонія відкриття заводу, який почав виробляти популярні моделі якісних і доступних за ціною автомобілів.
Перший час з конвеєра заводу сходила техніка, зібрана, в основному, з імпортних комплектуючих. Пізніше виробництво деталей було локалізовано, що призвело до зниження вартості автомобілів.
У травні 1998 року асоціація «Узавтосаноат» вступила до престижної Міжнародної організації виробників автотранспорту (OICA) і стала її тридцять третім повноправним членом.
У 2002 р. компанія General Motors придбала контрольний пакет акцій автомобільної корпорації Daewoo Motor. Потім на її базі створила компанію GM Daewoo Автомобільна і технології (GM DAT).
У 2003 році завод успішно пройшов сертифікацію за новою версією ISO 9001:2000. Підтримувати відповідність міжнародним стандартам допомагають регулярні аудити — як внутрішні, що проводяться спеціально підготовленими співробітниками «Уздеуавто», так і наглядові аудити BVQI. На автозаводі працюють п'ять фахівців, які отримали сертифікати провідних аудиторів ISO 9001:2000 від BVQI. Вони не тільки беруть участь у внутрішніх аудитах, а і виступають як аудитори від BVQI в інших компаніях.
У 2005 р. «Уздеуавто» викупило частку корейської компанії, яка, як відомо, збанкрутувала. «Уздеуавто» вирішила отримати і бренди збанкрутілого партнера — Nexia, Matiz, Damas, під якими випускала відповідно седани, малолітражки і міні-вени. У травні 2007 р. уряд Узбекистану підписав з GM DAT стратегічну угоду про співпрацю, що передбачає модернізацію Nexia і Matiz, подальшу локалізацію виробництва, і навіть можливість виробництва на «УзДеу авто» нових моделей. А в березні 2008 року створено нове спільне підприємство «GM Узбекистан». 
У 2019 році уряд Узбекистану придбав компанію та перейменував її в «UzAuto Motors». 
Узбецький завод став знаменитий своєю відмінною технічною оснащеністю. З метою досягнення максимальної ефективності виробництва тут застосовується багатоярусний принцип компонування технологічних ліній.
Практично весь персонал пройшов повноцінне стажування за своєю спеціальністю в компанії Daewoo і в інших автомобільних компаніях світу. Це дозволило оптимізувати робочий процес і постійно підтримувати рівень якості готової продукції.
Загальна вартість заводу склала $ 650 млн на початок утворення, а потужність випуску — 250 тисяч автомобілів на рік. На заводі виробляються автомобілі марки Nexia, Captiva, Epica, Lacetti, Damas, Matiz і Spark.
Такі віхи історії компанії, яка впродовж кількох років залишається в списку десяти найбільш продаваних брендів в РФ, і не тільки, не здає свої позиції, але і продовжує розширювати ринки збуту.

## Галерея

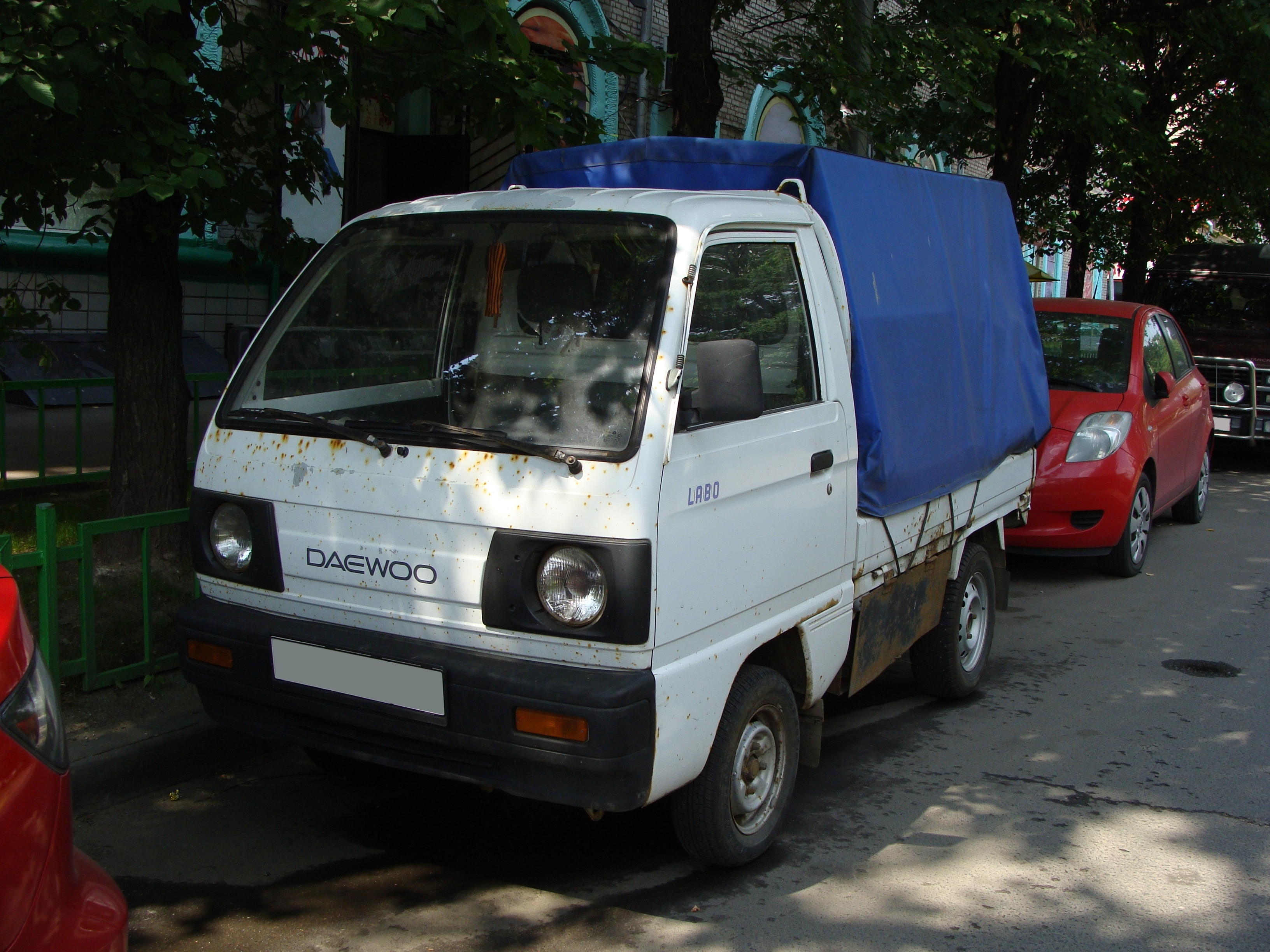
Daewoo Labo
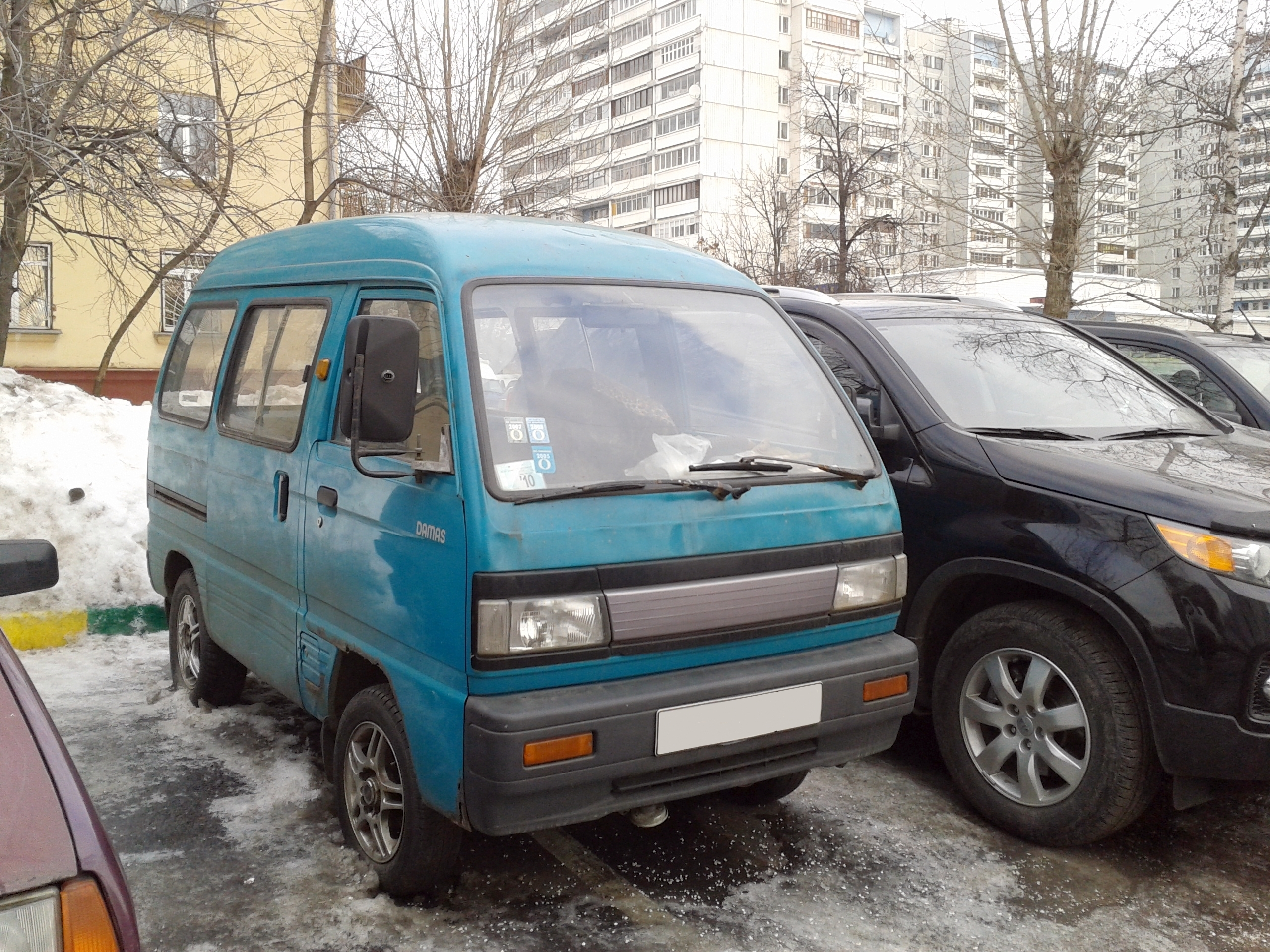
Daewoo Damas
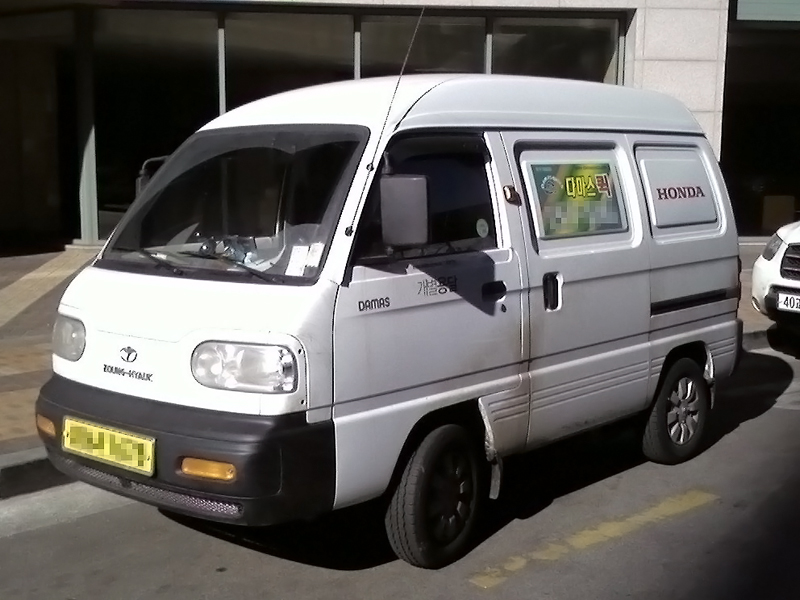
Daewoo Damas II
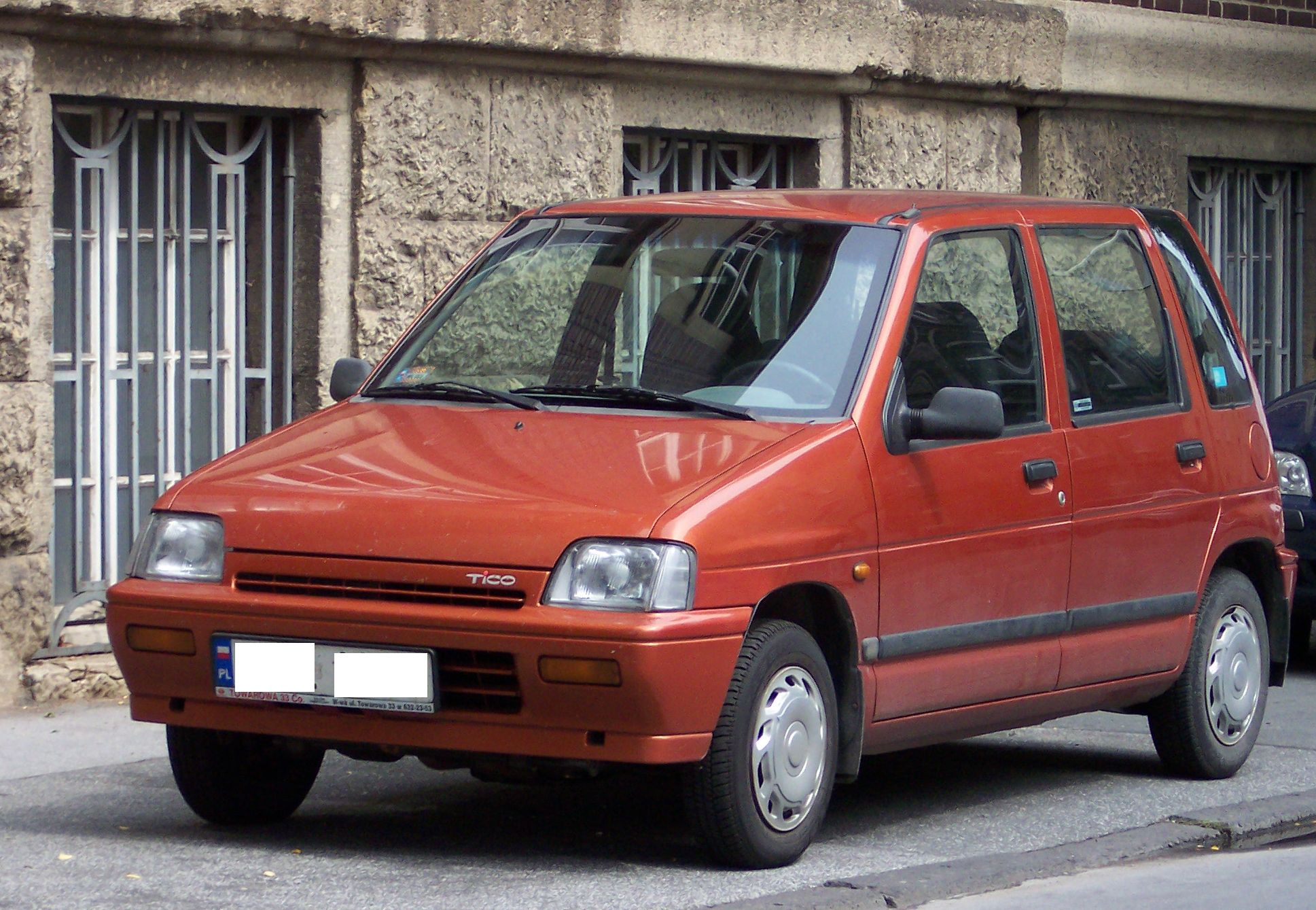
Daewoo Tico
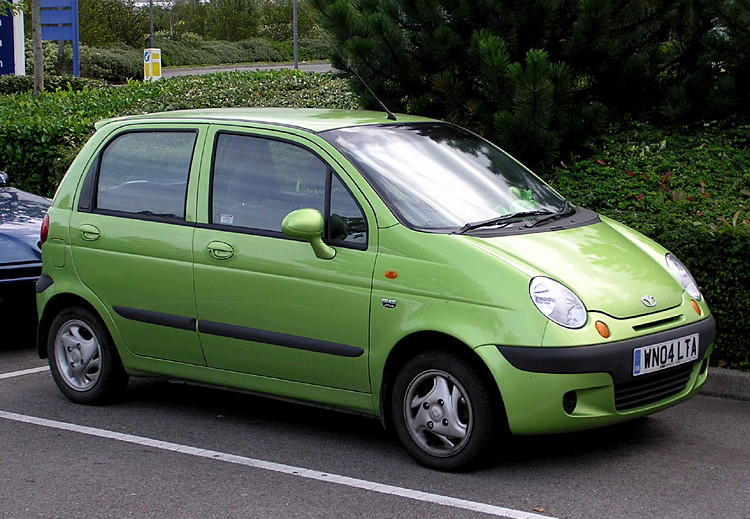
Daewoo Matiz
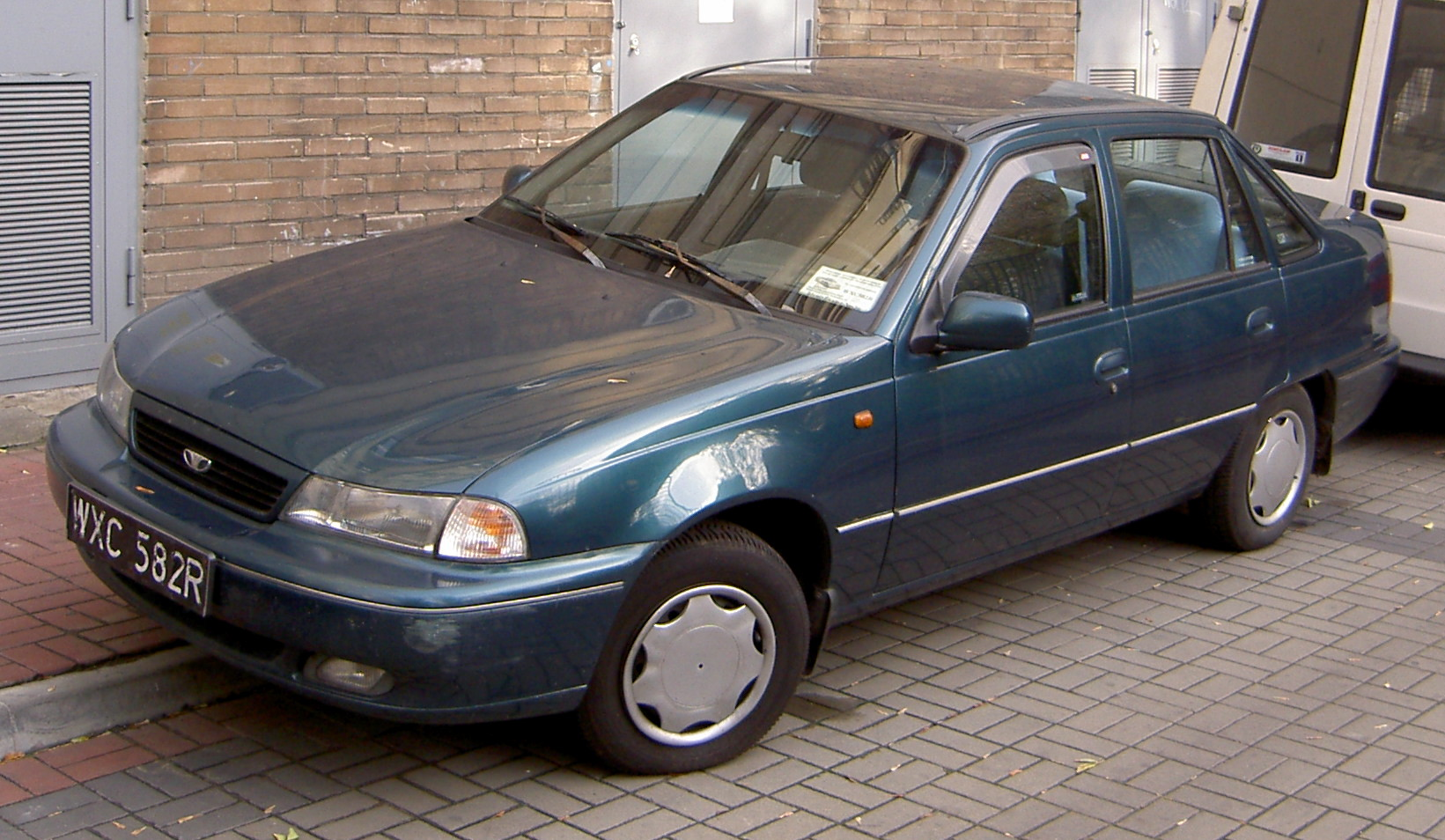
Daewoo Nexia
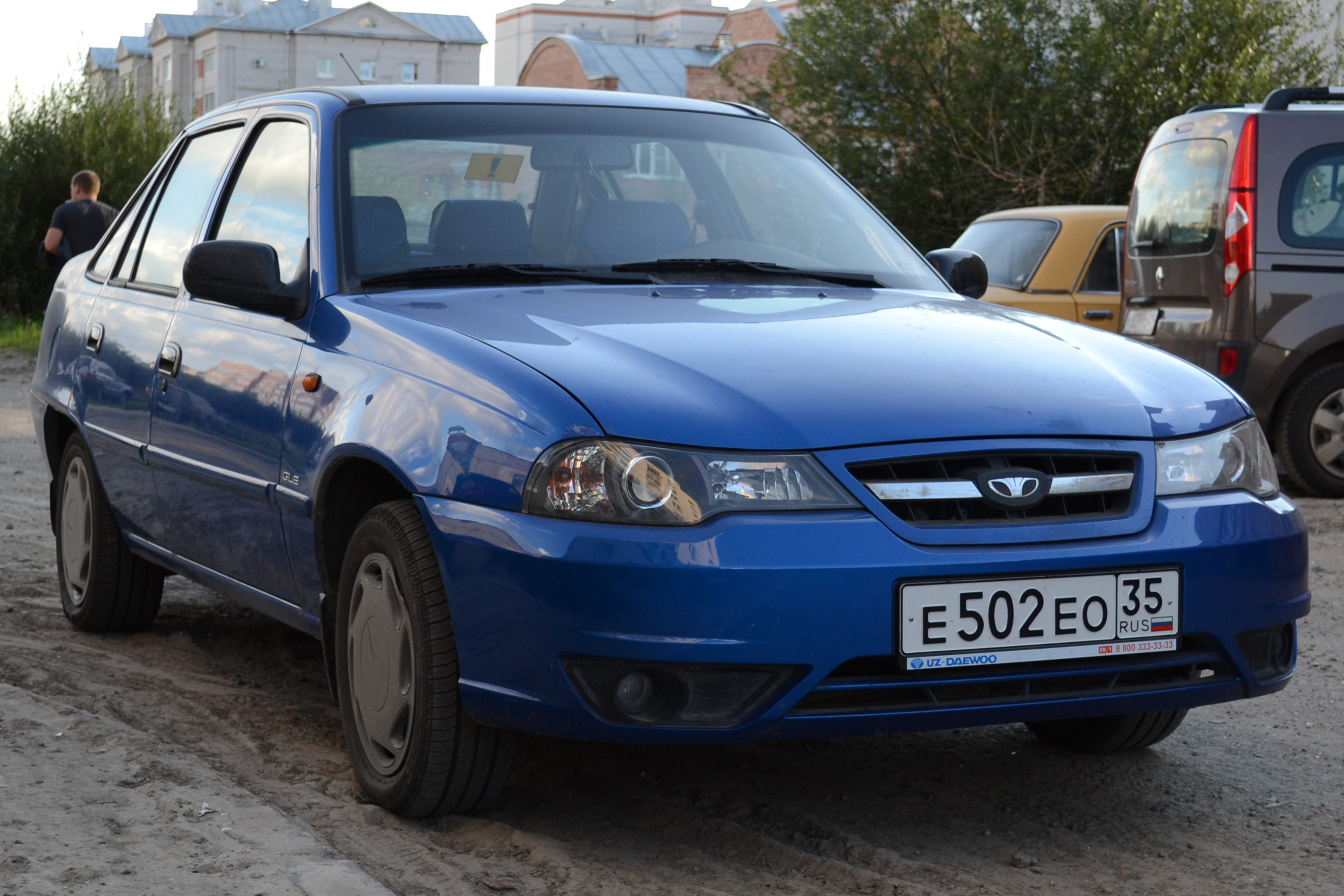
Daewoo Nexia II
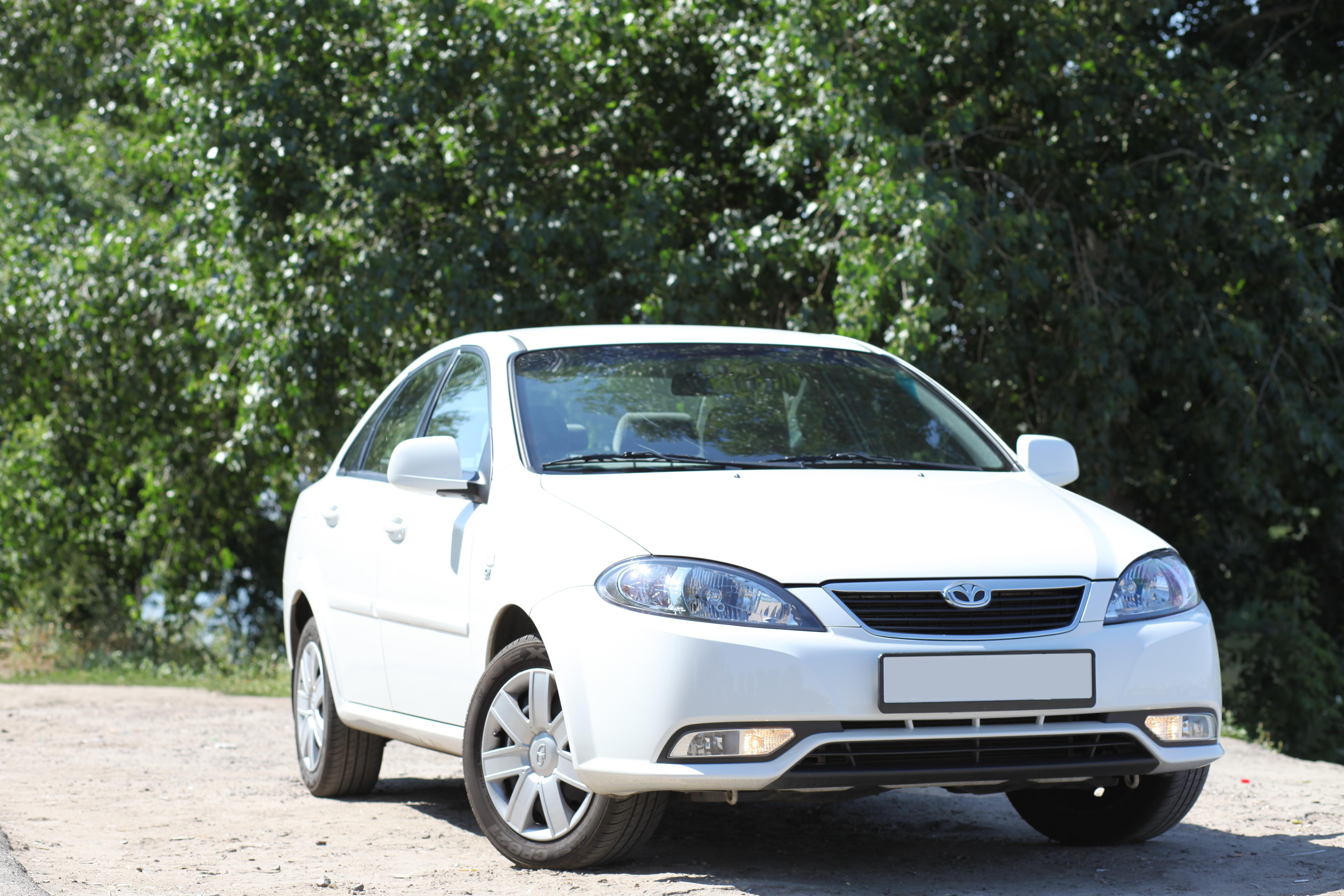
Daewoo Gentra
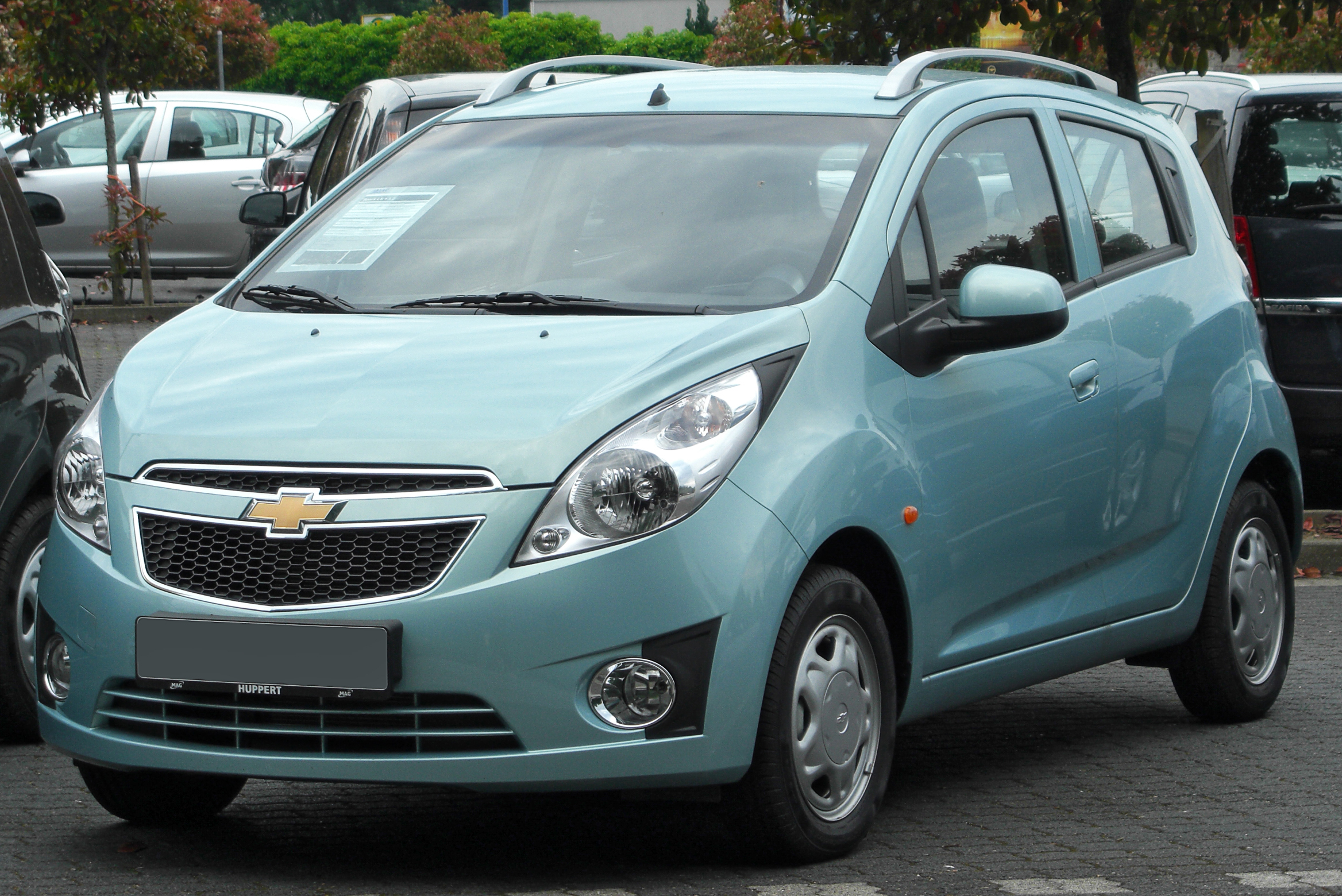
Chevrolet Spark
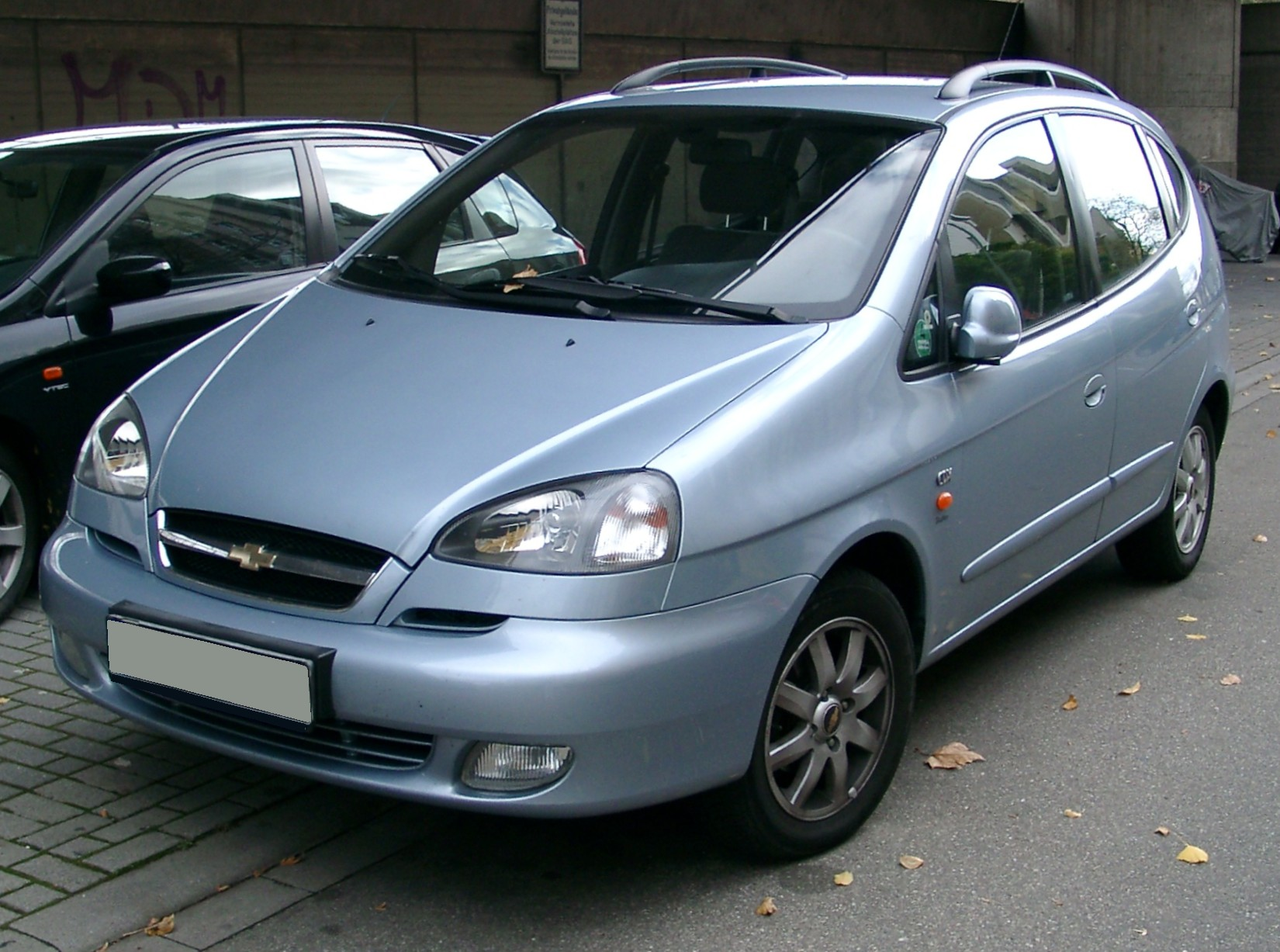
Chevrolet Tacuma
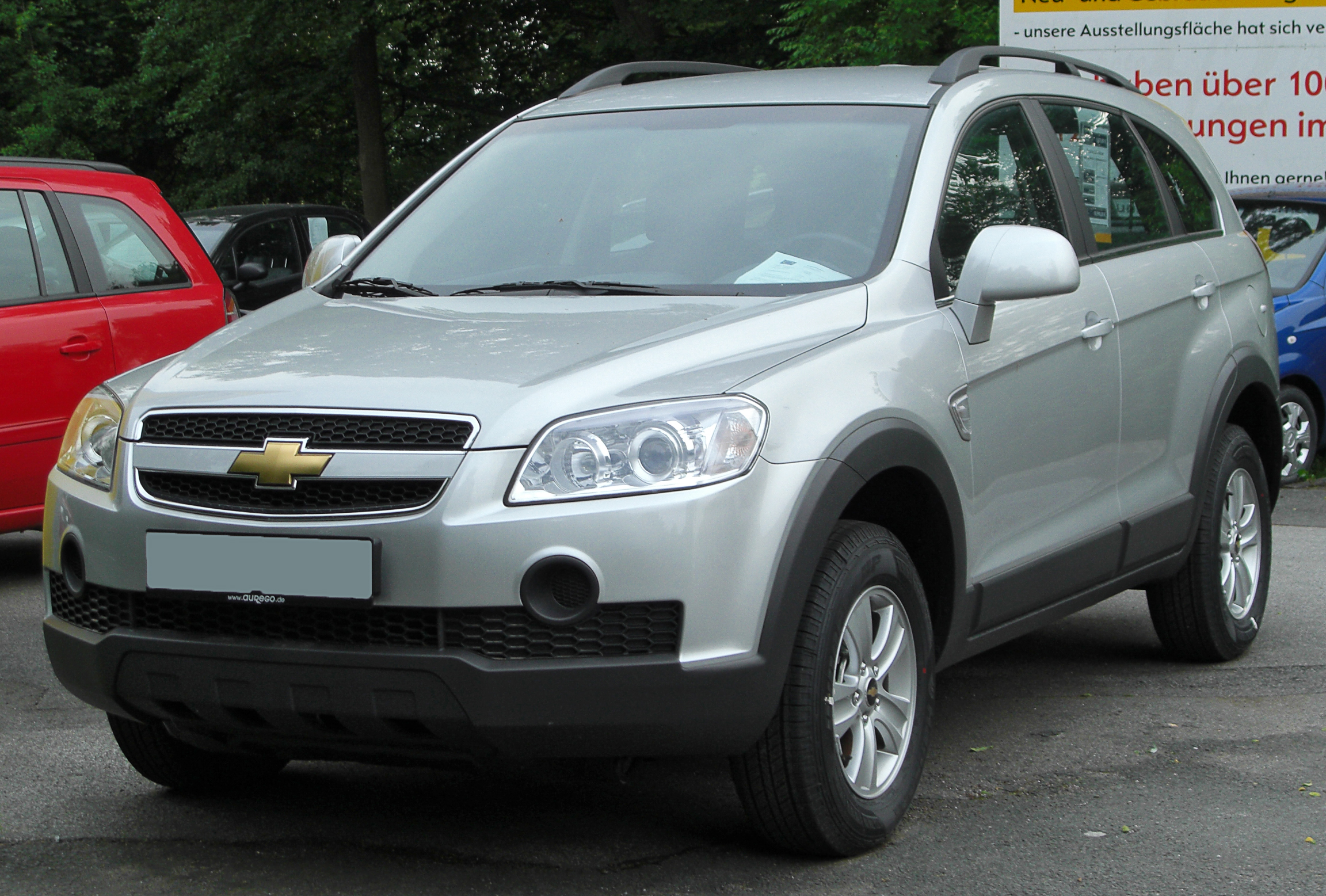
Chevrolet Captiva
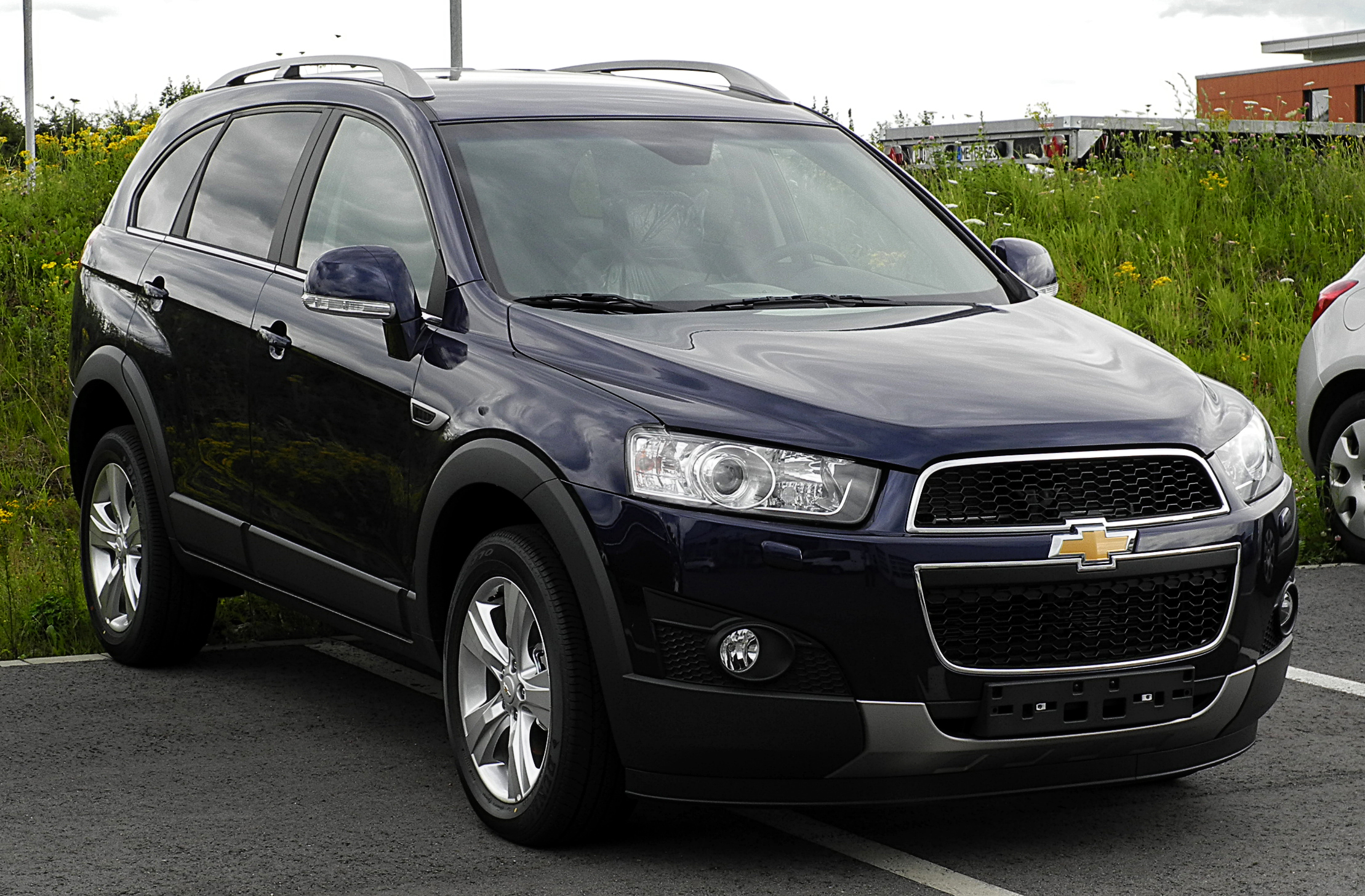
Chevrolet Captiva II
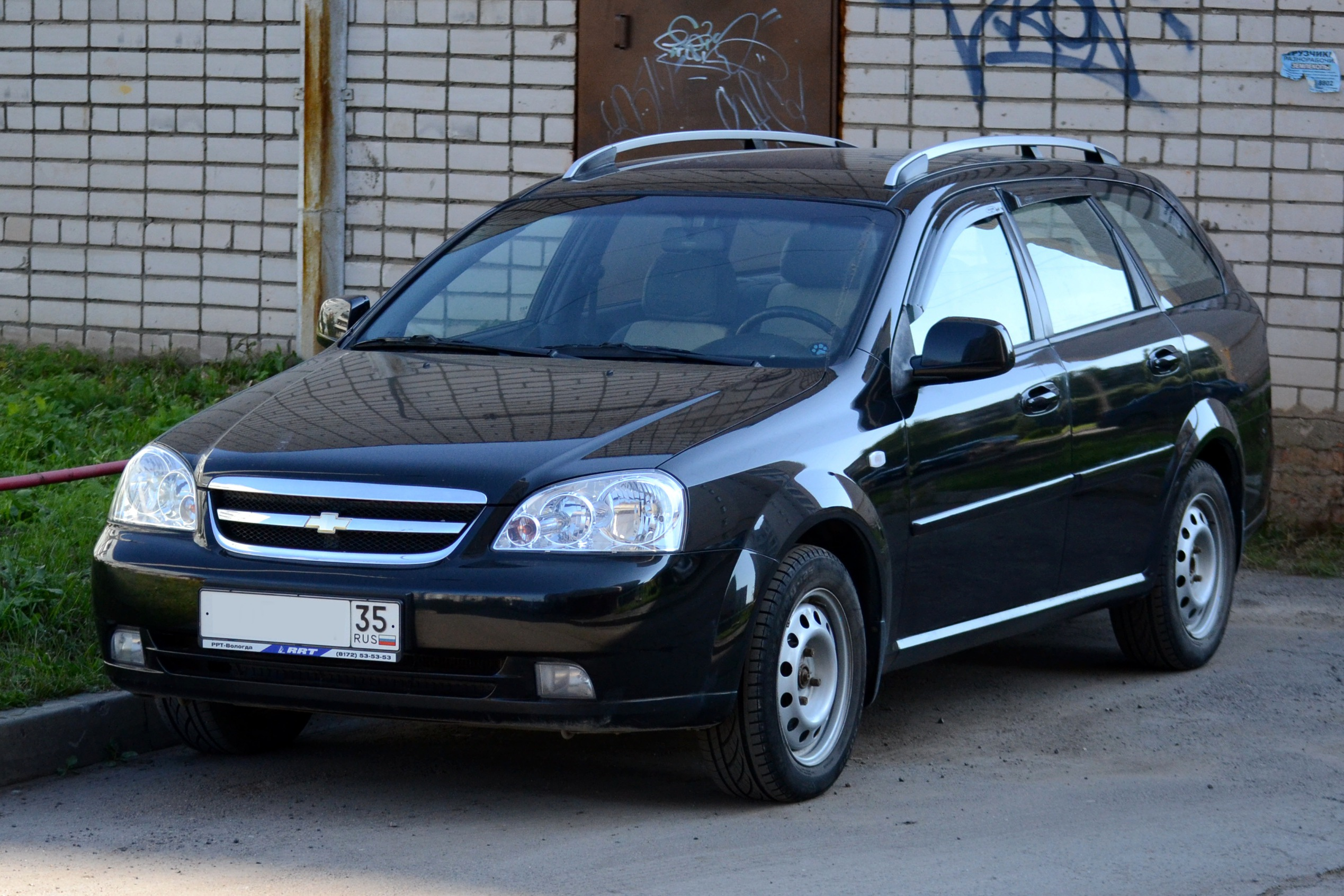
Chevrolet Lacetti
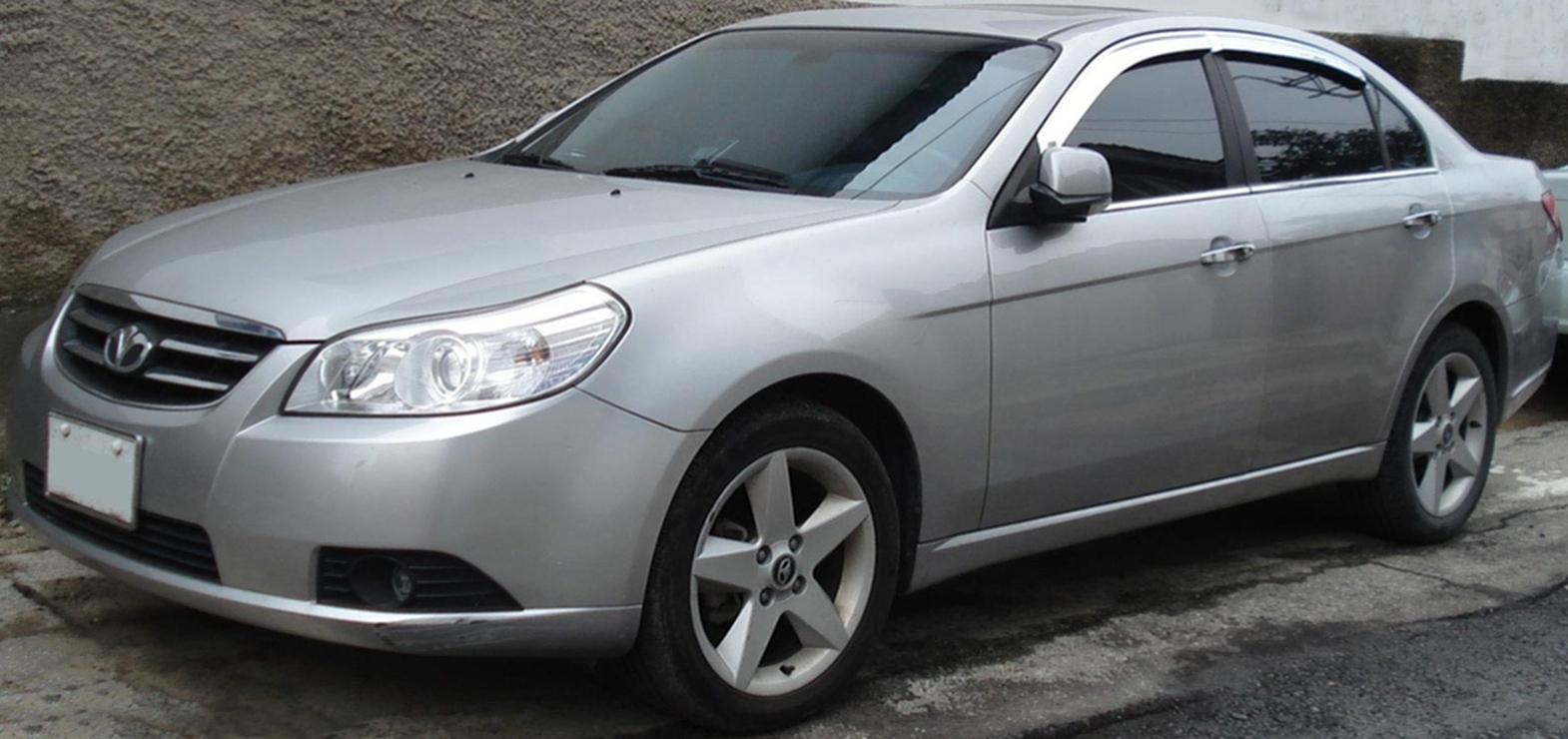
Chevrolet Epica
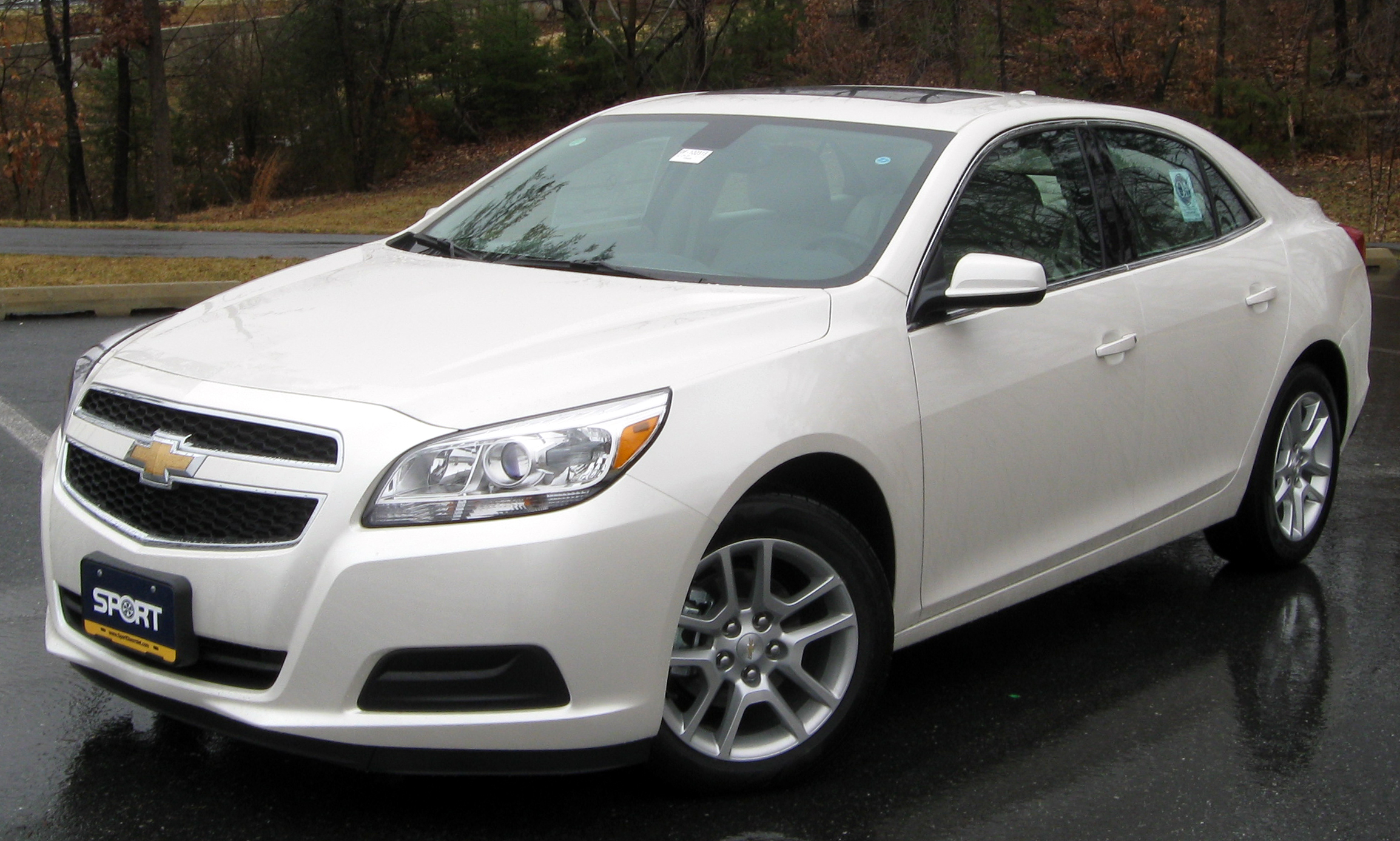
Chevrolet Malibu
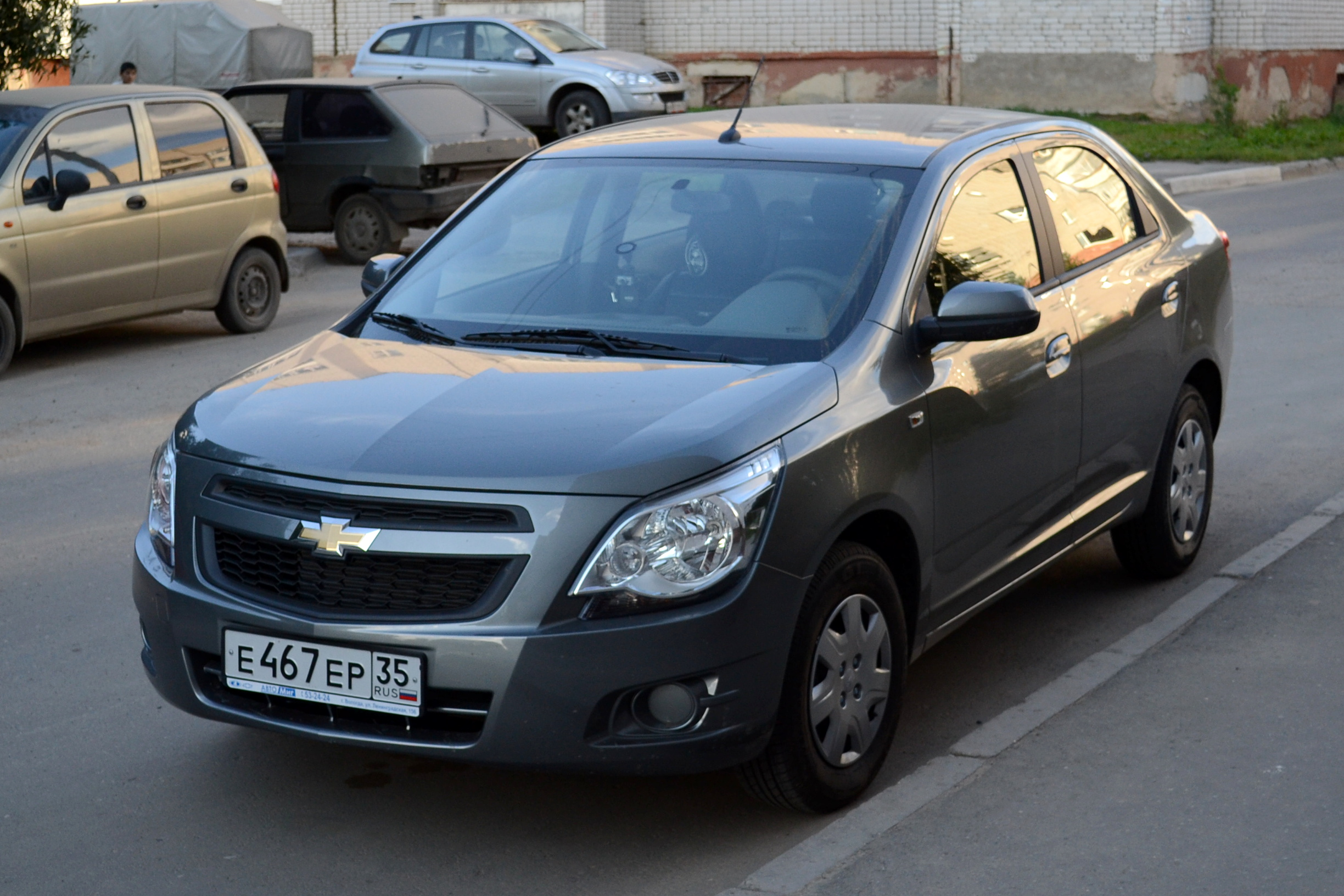
Chevrolet Cobalt
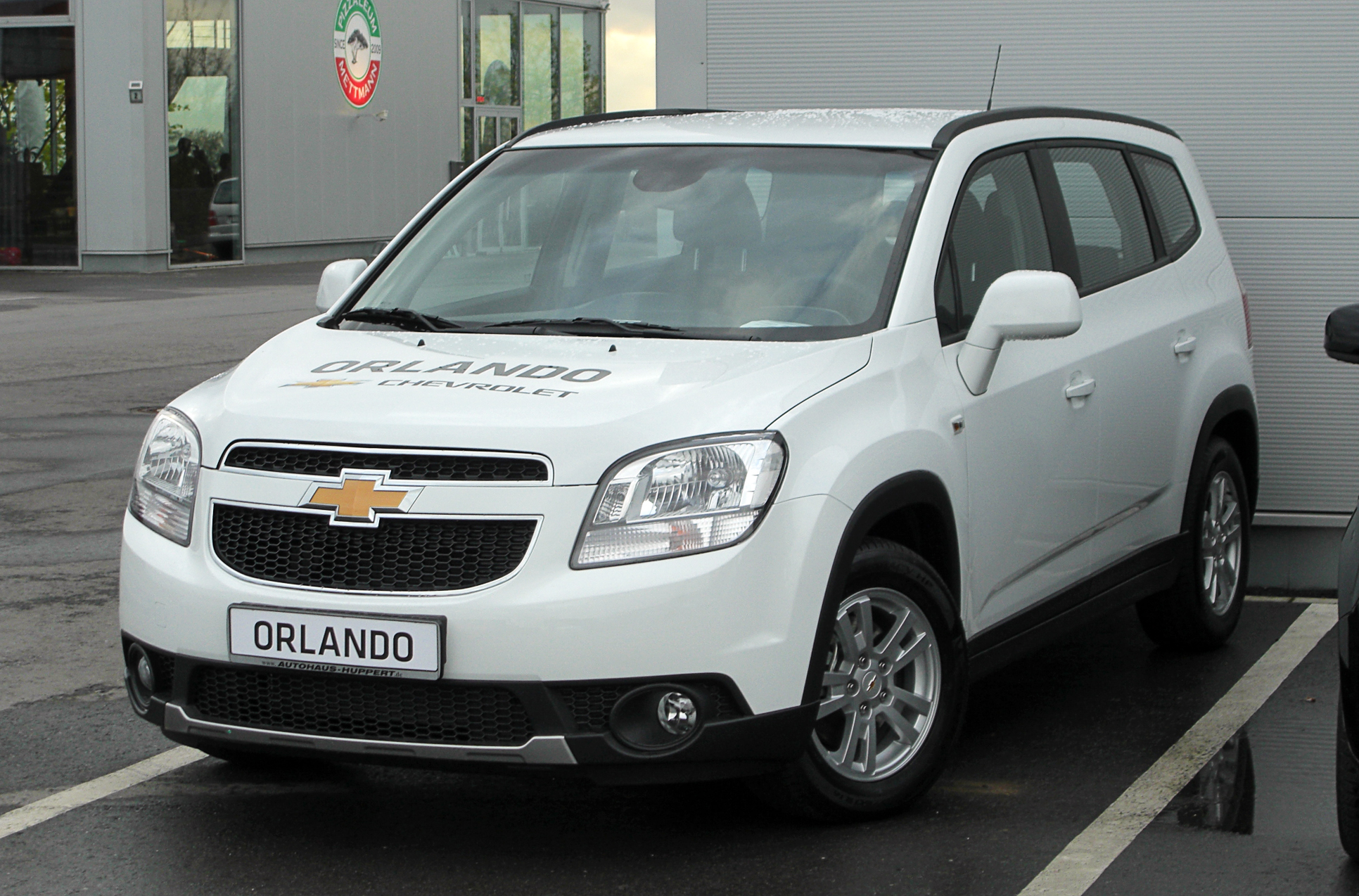
Chevrolet Orlando
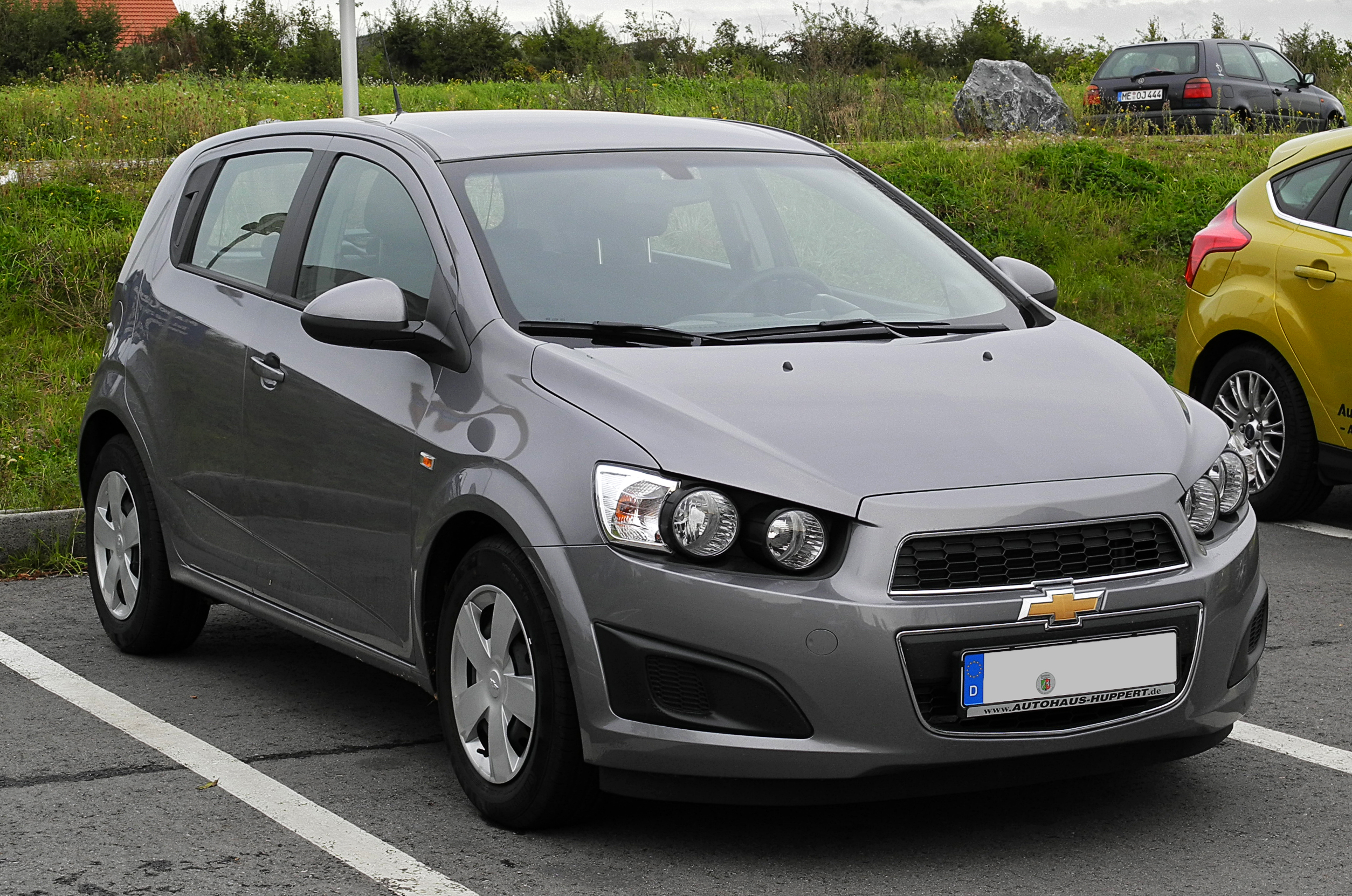
Chevrolet Aveo
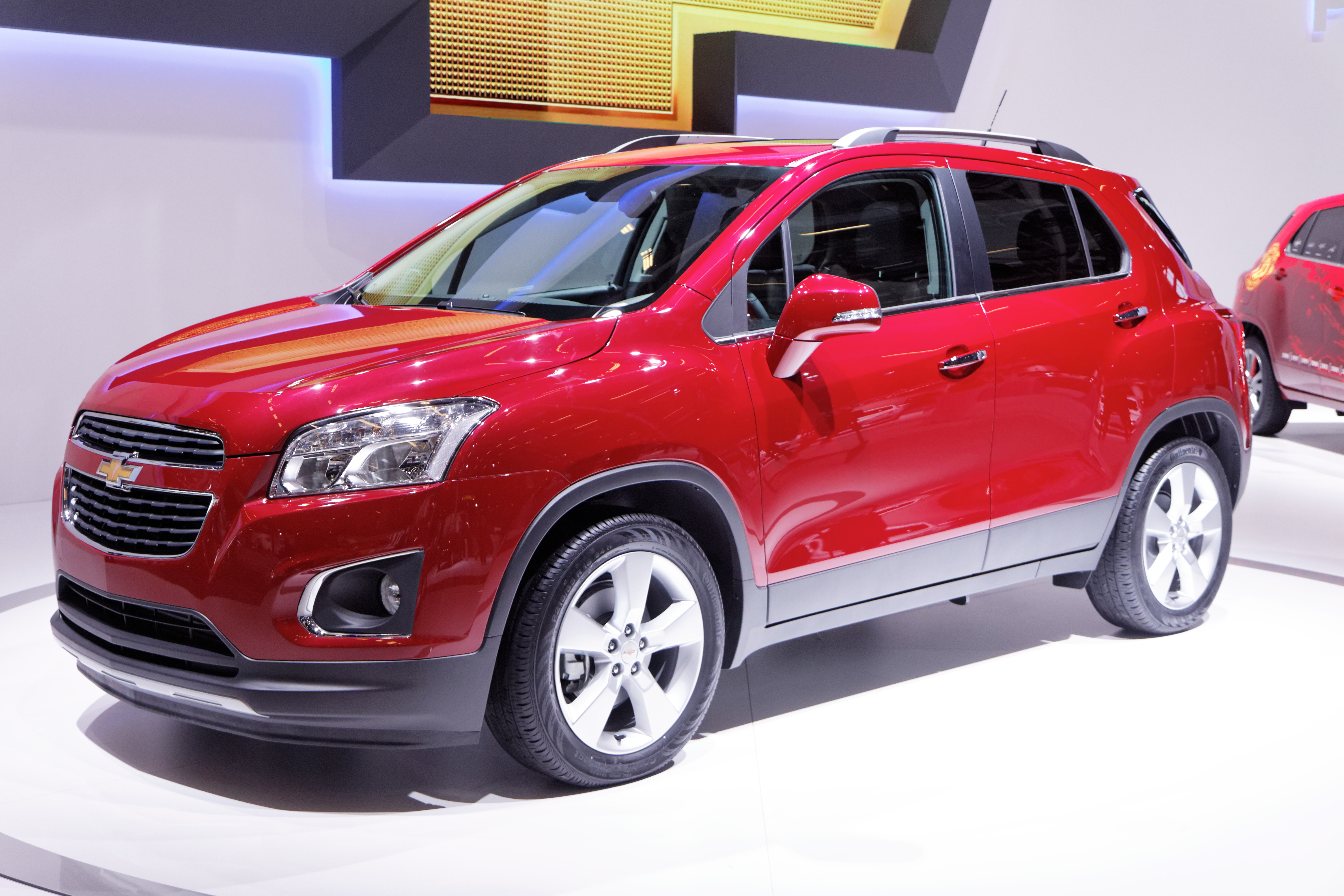
Chevrolet Tracker
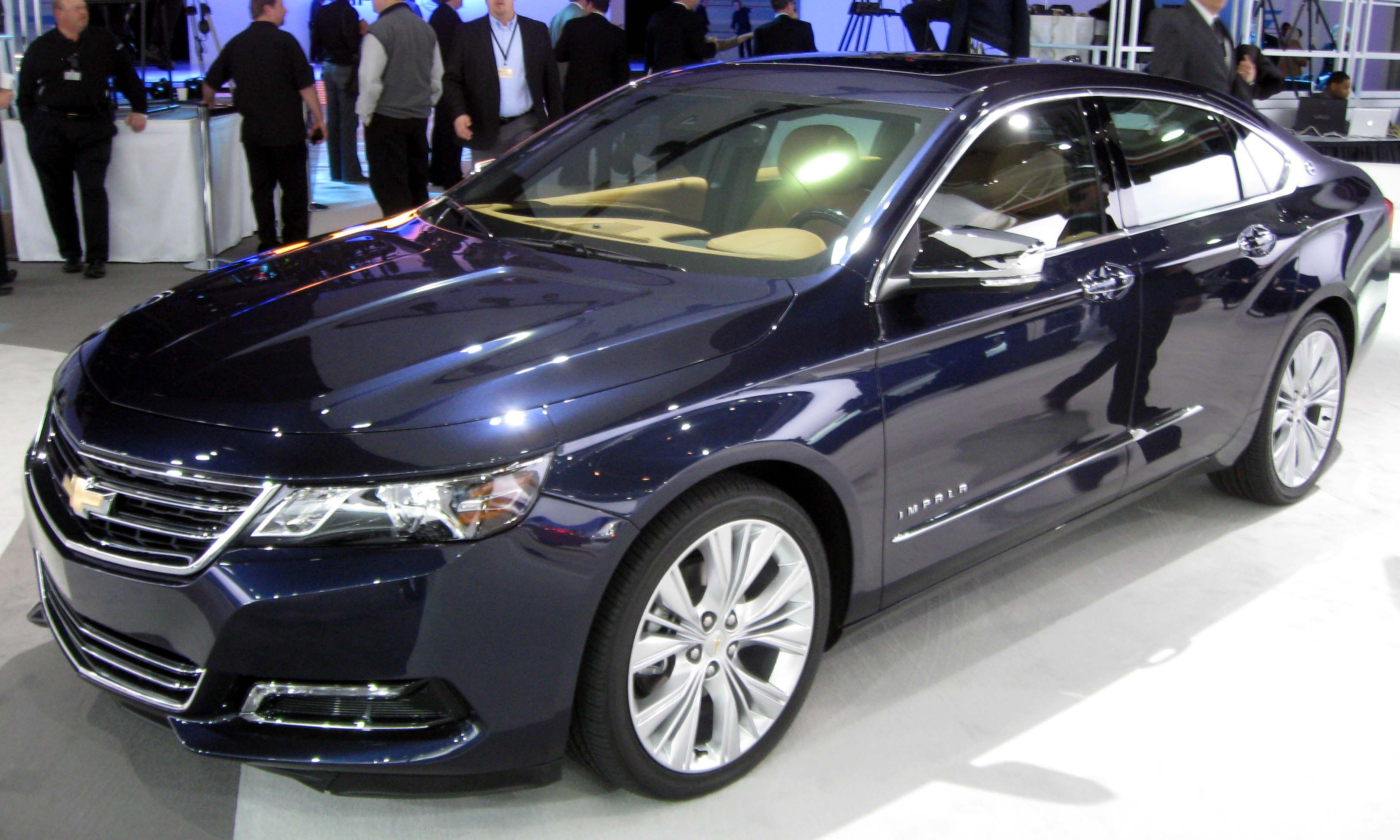
Chevrolet Impala

## Виробництво

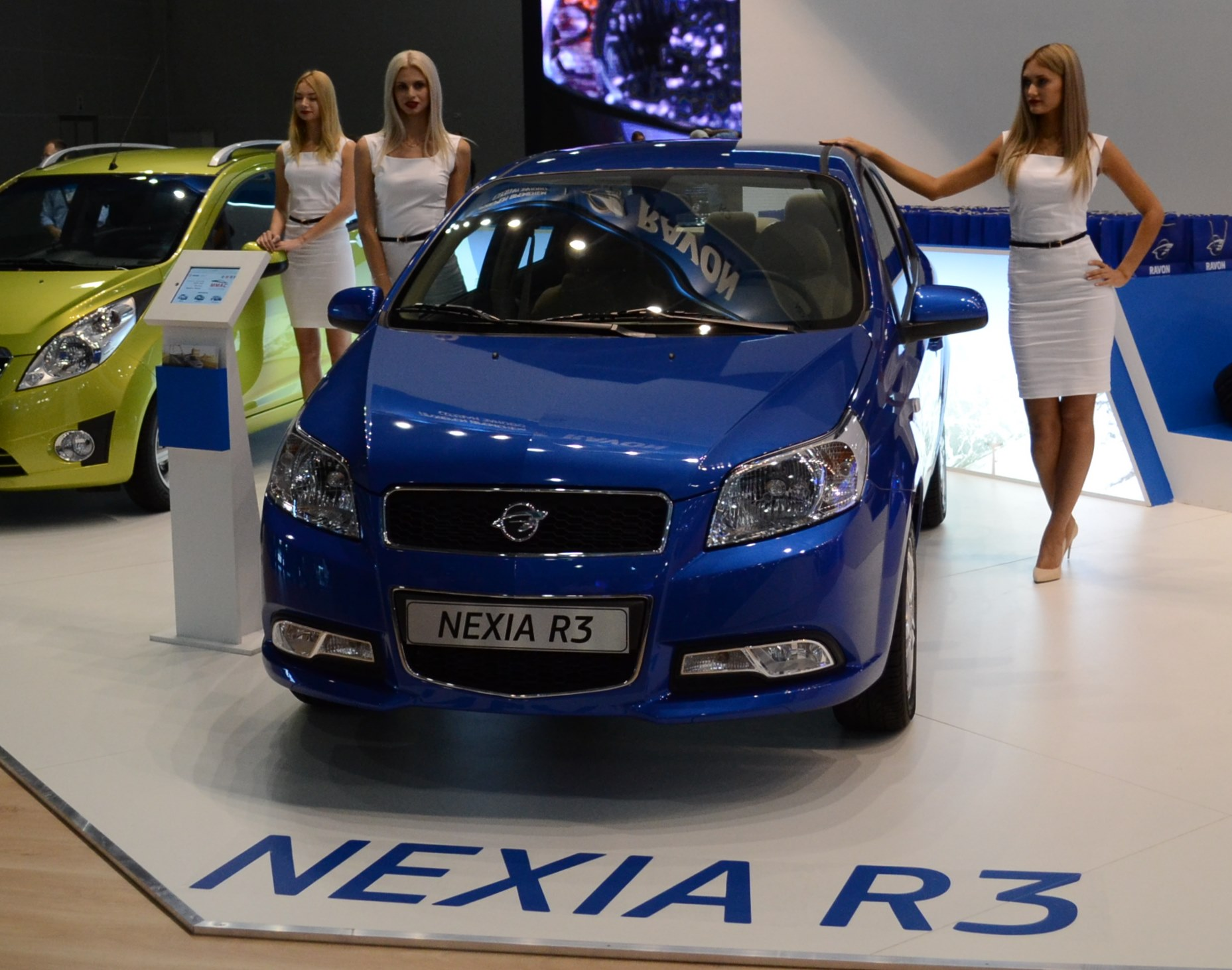
Ravon Nexia R3

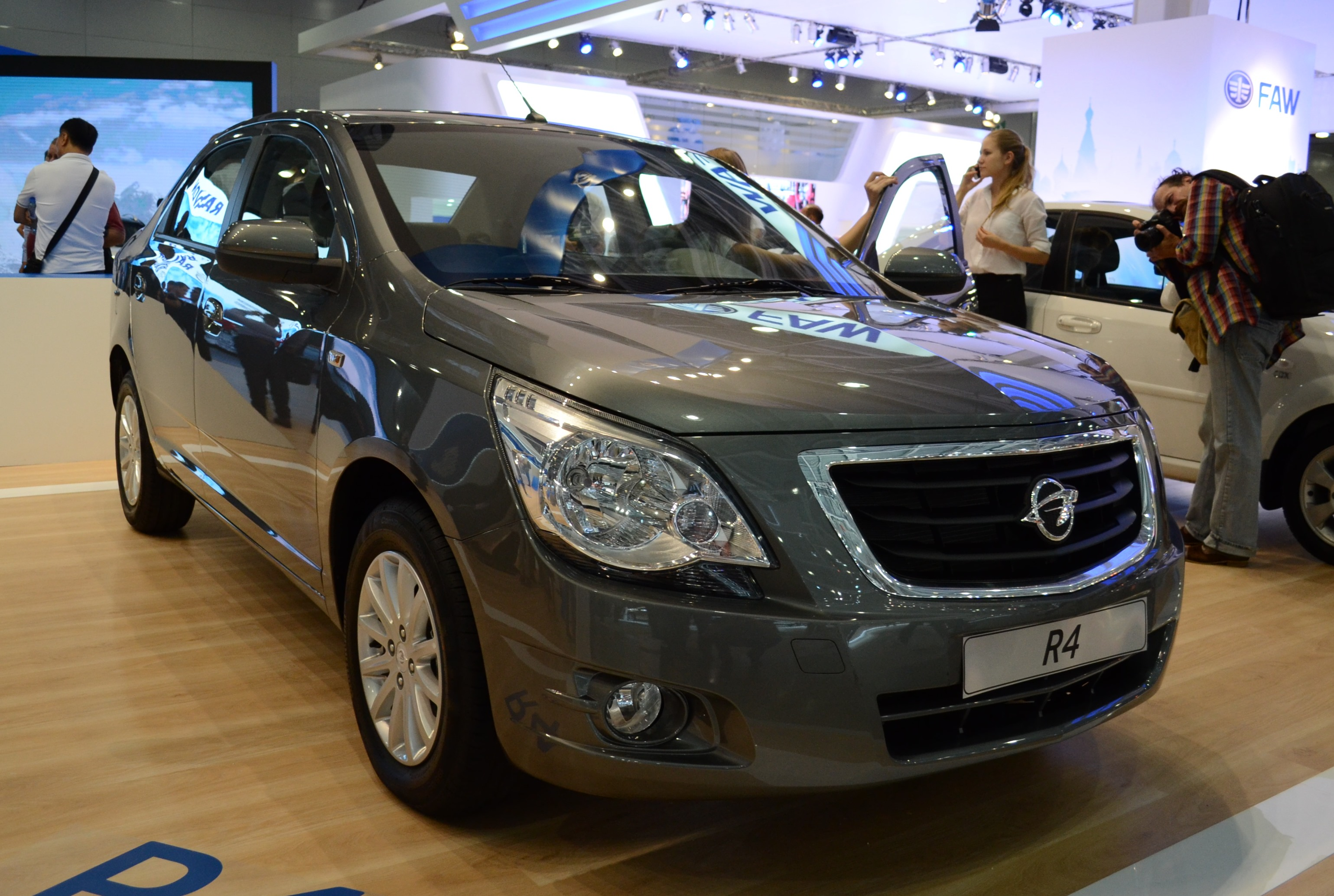
Ravon R4

- Chevrolet Damas (1996–)
- Chevrolet Labo (1996–)
- Chevrolet Malibu 2 (2017–)
- Ravon Spark R2 (2010–)
- Ravon Cobalt R4 (2013–)[3]
- Ravon Gentra R5 (2013–)
- Ravon Nexia R3 (2015–)
- Chevrolet Tracker (2018–)
- Daewoo Tico (1996–2001)
- Daewoo Nexia (N100, 1996–2008)
- Daewoo Nexia II (N150, 2008-2016)
- Chevrolet Tacuma (2008–2009)
- Chevrolet Epica (2008–2011)
- Chevrolet Lacetti (2003–2011)
- Chevrolet Orlando (2014-2018)
- Ravon Matiz R1 (2001-2018)
- Chevrolet Captiva (2008–2018)
- Chevrolet Malibu (2013–2018)